# Босния и Герцеговина на «Евровидении-2007»
Выступление Боснии на конкурсе песни Евровидение 2007, которое прошло в столице Финляндии в городе Хельсинки, стало 13-м участием на Евровидении для этой страны. Страну представляла Мария Шестич с песней Rijeka bez imena (Река без имени). Помимо сербской версии песни существует еще английская «Never wake me up» и русская «Безымянная река».

## Национальный отбор
Исполнительница была выбрана с помощью закротого отбора. Мария уже принимала участие в Боснийском отборе 2005 года, заняв 4 место. Презентация песни прошла 4 марта.

## Исполнитель
Родилась в 1987 году в Бане-Луке, закончила художественную академию там же по классу фортепиано. С 6 лет принимает участие в музыкальных фестивалях. Отец Марии, Душан - автор государственного гимна Боснии и Герцеговины.

## Голосование
В финале Боснии и Герцеговине 10 баллов дали  Турция, Хорватия.
| Голоса за боснийского исполнителя | Голоса за боснийского исполнителя             |
| --------------------------------- | --------------------------------------------- |
| Оценка                            | Страны                                        |
| 12                                | −                                             |
| 10                                | Хорватия, Турция                              |
| 8                                 | Албания, Австрия, Сербия, Словения, Швейцария |
| 7                                 | Дания, Черногория, Нидерланды                 |
| 6                                 | Норвегия, Швеция                              |
| 5                                 | −                                             |
| 4                                 | Чехия, Македония                              |
| 3                                 | Германия                                      |
| 2                                 | −                                             |
| 1                                 | Армения, Франция                              |

| Голоса боснийских телезрителей | Голоса боснийских телезрителей |
| ------------------------------ | ------------------------------ |
| Оценка                         | Страна                         |
| 12                             | Сербия                         |
| 10                             | Турция                         |
| 8                              | Македония                      |
| 7                              | Словения                       |
| 6                              | Болгария                       |
| 5                              | Украина                        |
| 4                              | Белоруссия                     |
| 3                              | Греция                         |
| 2                              | Россия                         |
| 1                              | Грузия                         |